# Heike Meißner
Heike Meißner (Dresden, 29 januari 1970) is een atleet uit Duitsland.
Op de Wereldkampioenschappen indooratletiek 1997 behaalde Meißner met het Duitse team een bronzen medaille op de 4x400 meter estafette.
Meißner nam driemaal deel aan de Olympische Zomerspelen, in 1996,
1992 en in 2000. Alle keren nam zij deel aan de 400 meter horden, en 1992 ook aan de 4x400 meter estafette.
In 1990 was zij de laatste Oost-Duitse nationaal kampioene op de 400 meter horden. Na de Duitse eenwording werd zij nog driemaal Duits nationaal kampioene op deze afstand.
- World Athletics: 14278853